# فيليكس نافارو رودريغيز
فيليكس نافارو رودريغيز هو مدرس وفلاح كوبي، ولد في 10 يوليو 1953 في بيريكو ‏ في كوبا.